# Google Cărți
Google Cărți (cunoscut la început ca Google Căutare de Cărți sau Google Print) este un serviciu Google care caută textul întreg al cărților scanate de Google, transformându-l în text folosind recunoașterea optică a caracterelor și depozitat în baza de date. Serviciul a fost cunoscut în mod formal ca Google Print atunci când a fost introdus la Frankfurter Buchmesse (Târgul de carte din Frankfurt), în octombrie 2004. Proiectul de tip bibliotecă al Google, cunoscut sub numele de Google Cărți, a fost anunțat în 2004.
Rezultatele Google Căutare de Cărți au apărut atât pe motorul de căutare www.google.com cât și pe situl dedicat Google Books, www.books.google.com. În cazul în care rezultatele sunt relevante, pot fi afișate până la trei rezultate care să provină de pe Google Books, restul locurilor fiind menținute pentru clasicul google.com.
Utilizatorii înscriși pot face click pe un rezultat Google Books care deschide o interfață a cărții unde se pot vedea paginile cărții, dacă este în afara drepturilor de autor sau dacă autorul cărții și-a dat acordul. Cărțile din domeniul public sunt valabile pentru vizualizarea întreagă și pentru descărcare. Pentru cărțile in-print, vizualizarea este limitată la un număr anume, pentru a fi protejate de user tracking. Pentru acele cărți care sunt sub acoperirea drepturilor de autor, sunt disponibile doar două sau trei rânduri cu toate că titlul cărții se poate căuta.
Avertismentele referitoare la conținut apar în partea cu rezultatele căutării dar nu lângă cărțile previzualizate. Site-ul prevede legături către site-ul autorului sau către vânzătorii respectivei cărți.
Bazele de date Google Books continuă să crească. Pentru utilizatorii din afara Statelor Unite, totuși, Google trebuie să se asigure că problema drepturilor de autor este în afara acoperirii, in funcție de ce permite legea în acea zonă. Acești utilizatori pot însă să acceseze o gamă foarte largă de cărți publice scanate de Google, utilizând copiile stocate în arhiva internetului.
Multe dintre cărți sunt scanate folosind Camera Elphel 323 cu o rată de scanare de 1000 de pagini pe oră.
Inițiativa a fost apreciată pentru potențialul fără precedent de a oferi accesul la ceea ce va putea deveni cel mai mare „corpus” online cunoscut de umanitate și pentru promovarea democratizării cunoașterii. A fost de asemenea și criticat, pentru bănuieli de violare a sistemului de copyright.
În 2010, Google a estimat că există 130 de milioane de cărți unice în lume, iar în 14 octombrie a fost anunțat numărul de 15 milioane de cărți scanate de Google Books.

## Contribuții individuale
Orice autor poate să încarce singur cărțile publicate de el, pentru care are 100% drepturi de autor. Procesul de validare poate dura câteva zile sau chiar două săptămâni, până când cărțile, în format PDF, vor putea fi accesate direct din Google Cărți. Condiția pentru acceptare este ca fișierele dă fie denumite cu extensia PDF după următorul algoritm: ISBN_content.pdf iar prima copertă ISBN_frontcover.pdf (unde ISBN=123456789, scris fără liniile de delimitare). De asemenea, se setează procentul de disponibilitate a conținutului cărții (20% sau…100%) precum și modalitatea în care se va încasa onorariul din drepturile de autor.